# Svenska Supercupen 2013
För damernas upplaga av cupen, se Svenska Supercupen för damer 2013
Supercupen 2013 var det sjunde året supercupen spelades. Det var en årlig fotbollsmatch som spelades mellan säsongens vinnare av Allsvenskan och Svenska cupen. Årets supercup var den första att spelas efter avslutad säsong. Matchen spelades på Swedbank Stadion i Malmö den 10 november 2013 mellan Malmö FF (mästare i Allsvenskan 2013) och IFK Göteborg (mästare i Svenska cupen 2012/2013). Det här var fjärde gången som IFK Göteborg deltog i matchen och Malmö FF:s andra gång. Det här var första Supercupmatchen klubbarna emellan och det var andra gången matchen spelades på Swedbank Stadion.
I Sverige sände TV4 sport matchen. Andreas Ekberg från Lund var huvuddomare, detta var första gången han dömde supercupen. Malmö FF vann matchen efter två mål av Emil Forsberg och ett sent avgörande 3-2-mål av Guillermo Molins. Malmö FF gjorde det avgörande målet under andra halvleks extratid. Detta var Malmö FF:s första titel i Supercupen.

## Bakgrund
Säsongen 2012 ändrades Svenska cupens spelformat till höst-vår istället för vår-höst. Detta medförde att inget lag vunnit någon titel i Svenska Cupen sedan Helsingborgs IF säkrat titeln säsongen 2011. Om formatet inte skulle ha ändrats så skulle de Allsvenska mästarna 2012, IF Elfsborg ha mött vinnarna av Svenska Cupen 2012 (som inte spelades) någon gång i mars 2013, då supercupen normalt spelades. Istället beslutade Svenska Fotbollförbundet att 2013 års upplaga av Supercupen skulle spelas mellan vinnarna av Allsvenskan 2013 och vinnarna av Svenska Cupen 2012/2013 i november 2013 efter avslutad säsong.  IFK Göteborg vann år 2012/2013 års upplaga av Svenska Cupen den 26 maj 2013 mot Djurgårdens IF och kvalificerade sig därmed till Supercupen.  Den 28 oktober säkrade Malmö FF ligatiteln i Allsvenskan och kvalificerade sig därmed till Supercupen. Då Malmö FF var Svenska mästare hade man hemmafördel i Supercupen. De två Allsvenska matcherna mellan IFK Göteborg och Malmö FF slutade med en oavgjord och en vinst för Malmö, 1-1 i Göteborg i april och 3-1 till Malmö i Malmö i augusti. Det var första gången som klubbarna möttes i en cupmatch sedan 2001 och första gången klubbarna möttes i en final sedan 1986.

## Matchen
|  | 10 november 2013 18:00 UTC+1 | Stadion000 Malmö000 |

| Malmö FF | Malmö FF                                    | 3 – 2           | IFK Göteborg                      | IFK Göteborg |
| Malmö FF | Emil Forsberg 42′, 48′ Guillermo Molins 90′ | (1 – 1) Rapport | 45′ Philip Haglund 55′ Lasse Vibe | IFK Göteborg |
|          |                                             |                 |                                   |              |

| Startelva:     |    |                  |     |     |
|                |    |                  |     |     |
| MV             | 27 | Johan Dahlin     |     |     |
| HB             | 3  | Miiko Albornoz   |     |     |
| MB             | 5  | Pontus Jansson   |     |     |
| MB             | 21 | Erik Johansson   |     |     |
| VB             | 20 | Ricardinho       |     |     |
| HM             | 10 | Jiloan Hamad     | 89' |     |
| CM             | 11 | Simon Thern      |     | 86′ |
| CM             | 6  | Markus Halsti    |     |     |
| VM             | 33 | Emil Forsberg    |     | 75′ |
| CA             | 24 | Guillermo Molins |     |     |
| CA             | 7  | Magnus Eriksson  |     |     |
| Inhoppare:     |    |                  |     |     |
| MF             | 8  | Erik Friberg     |     | 75′ |
| MF             | 14 | Simon Kroon      |     | 86′ |
| F              | 2  | Matias Concha    |     |     |
| A              | 9  | Dardan Rexhepi   |     |     |
| F              | 18 | Johan Hammar     |     |     |
| MV             | 25 | Robin Olsen      |     |     |
| A              | 35 | Paweł Cibicki    |     |     |
|                |    |                  |     |     |
|                |    |                  |     |     |
|                |    |                  |     |     |
|                |    |                  |     |     |
|                |    |                  |     |     |
|                |    |                  |     |     |
| Tränare:       |    |                  |     |     |
| Rikard Norling |    |                  |     |     |

| Startelva:    |    |                          |     |       |
|               |    |                          |     |       |
| MV            | 1  | John Alvbåge             | 48' |       |
| HB            | 2  | Emil Salomonsson         |     | 90+3′ |
| MB            | 30 | Mattias Bjärsmyr         |     |       |
| MB            | 4  | Kjetil Wæhler            |     |       |
| VB            | 22 | Adam Johansson           | 69' |       |
| HM            | 18 | Darijan Bojanić          |     | 71′   |
| CM            | 5  | Philip Haglund           | 64' |       |
| CM            | 15 | Jakob Johansson          |     |       |
| VM            | 17 | Sam Larsson              |     |       |
| CA            | 9  | Lasse Vibe               |     |       |
| CA            | 11 | Robin Söder              |     |       |
| Inhoppare:    |    |                          |     |       |
| MF            | 21 | Pontus Farnerud          |     | 71′   |
| A             | 19 | Hannes Stiller           |     | 90+3′ |
| F             | 3  | Hjörtur Logi Valgarðsson |     |       |
| MV            | 12 | Marcus Sandberg          |     |       |
| F             | 14 | Hjálmar Jónsson          |     |       |
| F             | 24 | Mikael Dyrestam          |     |       |
| MF            | 27 | Joel Allansson           |     |       |
|               |    |                          |     |       |
|               |    |                          |     |       |
|               |    |                          |     |       |
|               |    |                          |     |       |
|               |    |                          |     |       |
|               |    |                          |     |       |
| Tränare:      |    |                          |     |       |
| Mikael Stahre |    |                          |     |       |

| Domare: Andreas Ekberg Ass. domare: Fredrik Nilsson Magnus Sjöblom Fjärdedomare: Kaspar Sjöberg | Publik: 2 787 |  |